# 九年级
九年级（英語：9th Grade）是國中的最后一年，在中国大陆也称做初三（初级中学三年级）(部分实行五四学制的地区称为初四，如哈尔滨和上海），在日本、韓國、香港称做中三，台灣、欧美称做九年级。即将面临升讀高中。

## 各地的九年級
在欧美地区，很多高中是从九年级到十二年级的，因此学生在九年级时是适应高中的第一年。
在台灣，國中三年級（九年級生）需參加國中教育會考（簡稱會考），為學生升學所提供成績供高中職學校參考，再視乎成績分派到高中或高職繼續學業。
在中国大陸，初三（四）学生将要面临中考。
在香港，中三生的校內考試成績會呈上教育局，然後再視乎成績決定於原校升讀中四、轉往其他學校升讀中四或高中、抑或轉讀職業訓練課程。中三和中四間不設全港性的公開考試。通常情況下超過九成學生能在原校升讀中四。小部分學生完成中三後就投入職場。